# Constanza Olguín
Constanza Olguín (Chillán, 23 de febrero de 1989) es una ingeniera comercial y académica chilena experta en el área de Gestión Empresarial. Es magíster en Dirección de Empresas. Es docente del departamento de Gestión Empresarial de la Facultad de Ciencias Empresariales de la Universidad del Bío-Bío.

## Biografía
Nació en la ciudad de Chillán, ciudad en la que realizó sus estudios  primarios y secundarios. En 2013 se titula como ingeniera comercial de la Universidad del Bío-Bío, siendo reconocida como una de las estudiantes destacadas de la carrera.Es magíster en Dirección de Empresas.

## Carrera Profesional

### Academia
Se desempeña como académica del Departamento de Gestión Empresarial de la Facultad de Ciencias Empresariales de la Universidad del Bío-Bío.En dicha institución ha estado a cargo de los diplomados y talleres de la Unidad de Formación Integral, además de ser coordinadora de los Programas Especiales de Continuación de Estudios.
Es invitada nacional del Instituto Interuniversitario de Investigación Educativa (IESED-CHILE) en el área de investigación de Gobernanza Universitaria.

## Distinciones
En 2018, la académica obtuvo el premio al mejor trabajo de investigación en el Encuentro Nacional de Escuelas y Facultades de Administración de Chile (ENEFA), por el proyecto denominado El Impacto de los Influencers en un mundo globalizado para las PYME. 

## Publicaciones Científicas
Esta es una lista de los trabajos científicos más citados de la investigadora; para revisar el listado completo revisa el perfil de la investigadora en Google Scholar.
- Olguín, Constanza (2020). «Metodología De Aprendizaje Servicio: Experiencia De Implementación Desde La Perspectiva De Marketing.». Revista Academia & Negocios 6 (1).
- Olguín, Constanza (2019). «Competencias genéricas en la educación superior: una experiencia en la Universidad del Bío-Bío, Chile». Revista Venezolana de Gerencia (87): 807-825.
- Olguín, Constanza; Ceballos, Paulina; Guiñez, Nataly; Mansilla, Katherine (2020). «Percepción de la calidad del servicio: una mirada desde la perspectiva del sector de la salud». Revista Encuentros 18 (1).
- Olguín, Constanza (2019). «Percepción estudiantil de la metodología “aprendizaje-servicio” en la asignatura de marketing». Revista Opción (90): 475-505.